# Hidalgo County, New Mexico
Hidalgo County är ett administrativt område i delstaten New Mexico, USA, med 4 894 invånare. Den administrativa huvudorten (county seat) är Lordsburg. 

## Geografi
Enligt United States Census Bureau har countyt en total area på 8 925 km². 8 924 km² av den arean är land och 1 km² är vatten. 

### Angränsande countyn
- Grant County, New Mexico - nord, nordöst
- Luna County, New Mexico - öst
- Cochise County, Arizona - väst
- Greenlee County, Arizona - nordväst
- gränsar till Mexiko i syd och sydöst